# Max (Dent d'ours)
Pour les articles homonymes, voir Max.
Max est le premier tome de la série de bande dessinée Dent d'ours produite par Yann (scénario) et Alain Henriet (dessin). L'album est prépublié dans Spirou à partir du 30 janvier 2013 et sort aux éditions Dupuis le 3 mai 2013.

## Synopsis

### Récit principal: 1944
Le tome commence par une bataille aérienne dans le Pacifique en octobre 1944. Les Corsair américains se battent contre des kamikazes japonais à bord de Zéros tentant de détruire un porte-avions, le Fighting Lady. Max fait partie des aviateurs américains et parvient à abattre six avions adverses. Mais son porte-avions est touché et le pont prend feu, empêchant les Corsair de rentrer sur leur base. À cause d'un problème technique, Max est contraint de se poser sur le pont malgré le danger.
Quelques jours plus tard, le porte-avions rentre à San Diego pour y faire escale. Les pilotes sont ainsi en permission quelques jours, mais Max est arrêté par la police militaire. Les autorités américaines le considèrent comme un espion allemand, après l'avoir reconnu en couverture de Der Adler comme membre des jeunesses hitlériennes en 1935. Malgré sa forte ressemblance avec le garçon de la photo, et les tortures qu'il subit, Max soutient qu'il n'est pas ce « Werner Königsberg » qui fait la couverture du magazine, mais qu'il est son ami d'enfance, fait ignoré par les autorités américaines. Un détail vient renforcer les dires de Max : en 1932, à 10 ans, il a perdu ses deux derniers doigts de la main gauche, alors que sur la photo datant de 1935, le personnage possède l'intégralité de ses doigts. En regardant cela de plus près, l'officier remarque que Hanna Reitsch est en arrière-plan sur la photo de couverture. Il joint alors le colonel Donovan, directeur de l'Office of Strategic Services (services de renseignement) qui menace Max de la peine de mort réservé aux espions. Pour y échapper, il doit effectuer une mission pour l'OSS : tuer Hanna, son amie d'enfance.

De son côté, Hanna expérimente des prototypes d'avions faisant partie des possibles Wunderwaffe (armes miraculeuses et révolutionnaires ayant pour objectif d'inverser le cours de la guerre), dont le Messerschmitt Me 163 Komet avec lequel elle détruit des chasseurs et bombardiers américains.

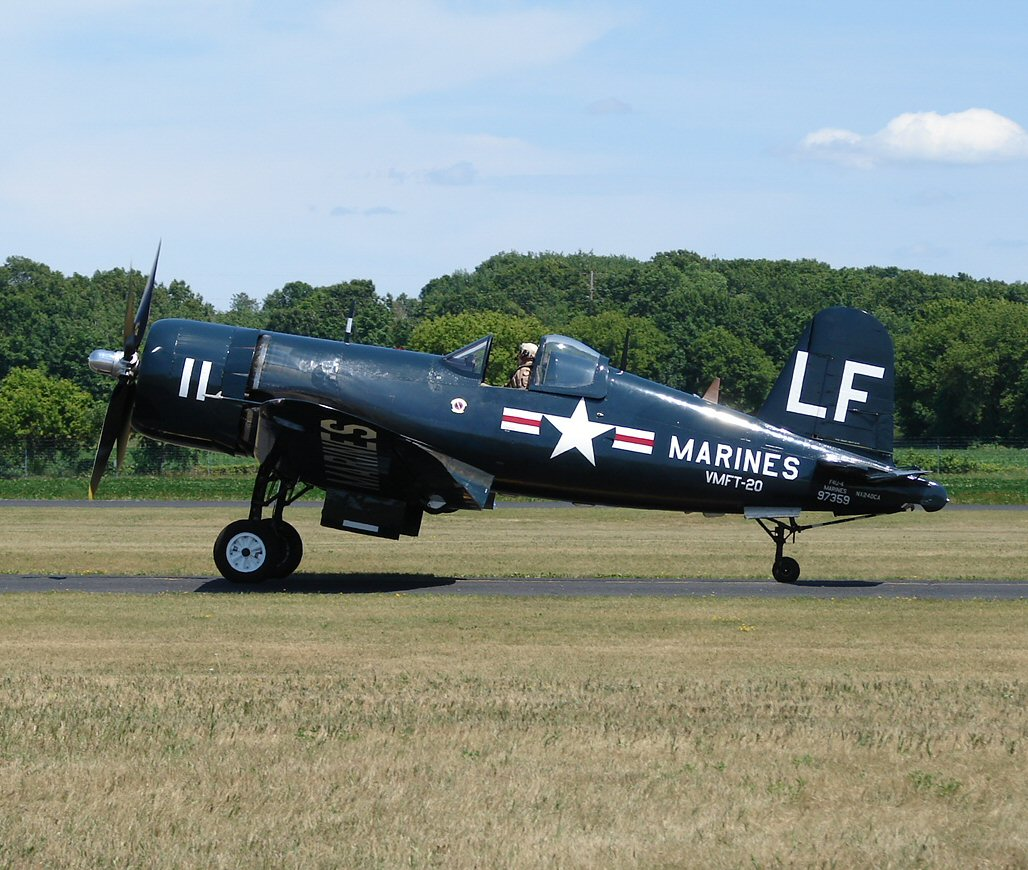
Chance Vought F4U Corsair piloté par Max
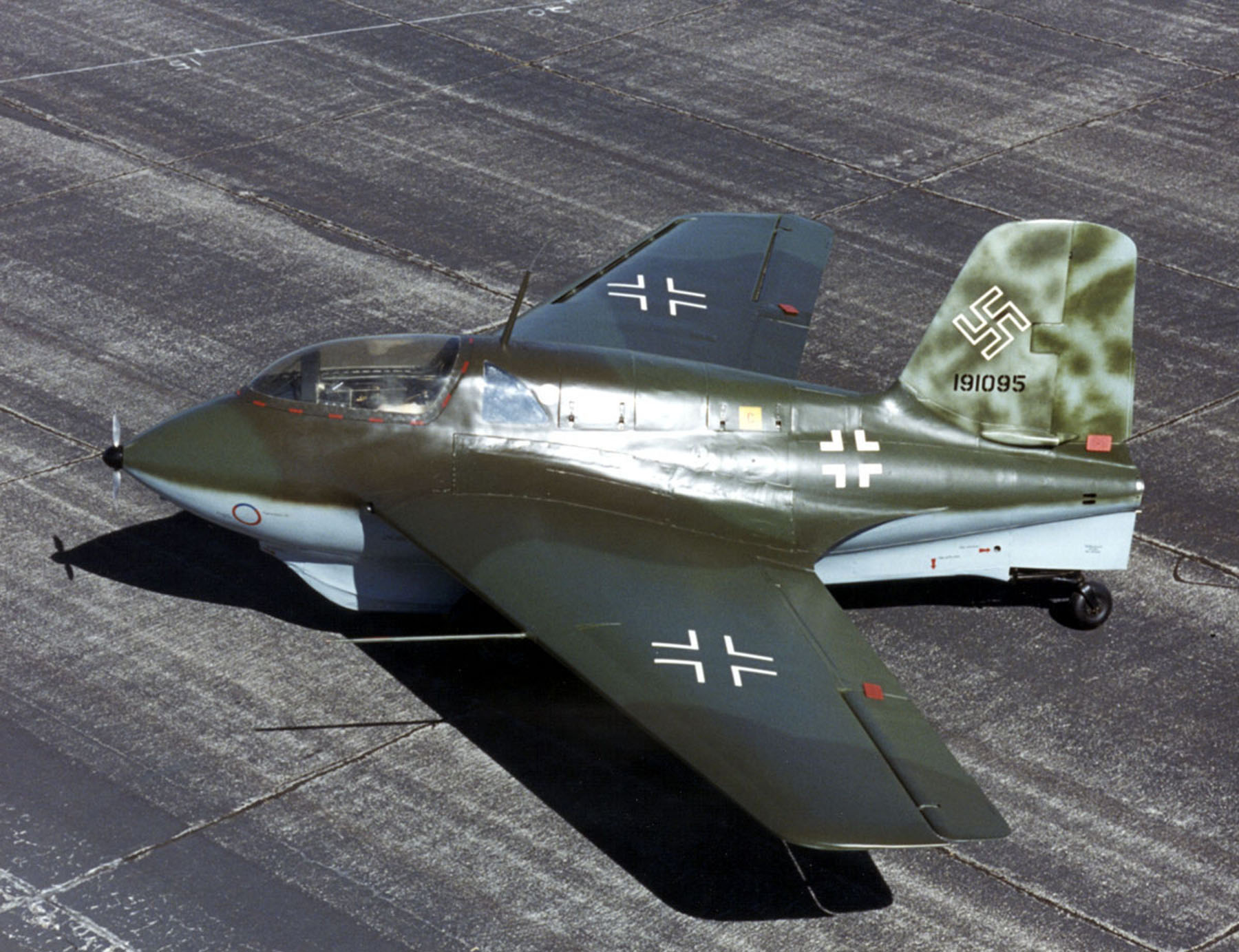
Messerschmitt Me 163 Komet piloté par Hanna

### Flashbacks: Silésie (années 1930)

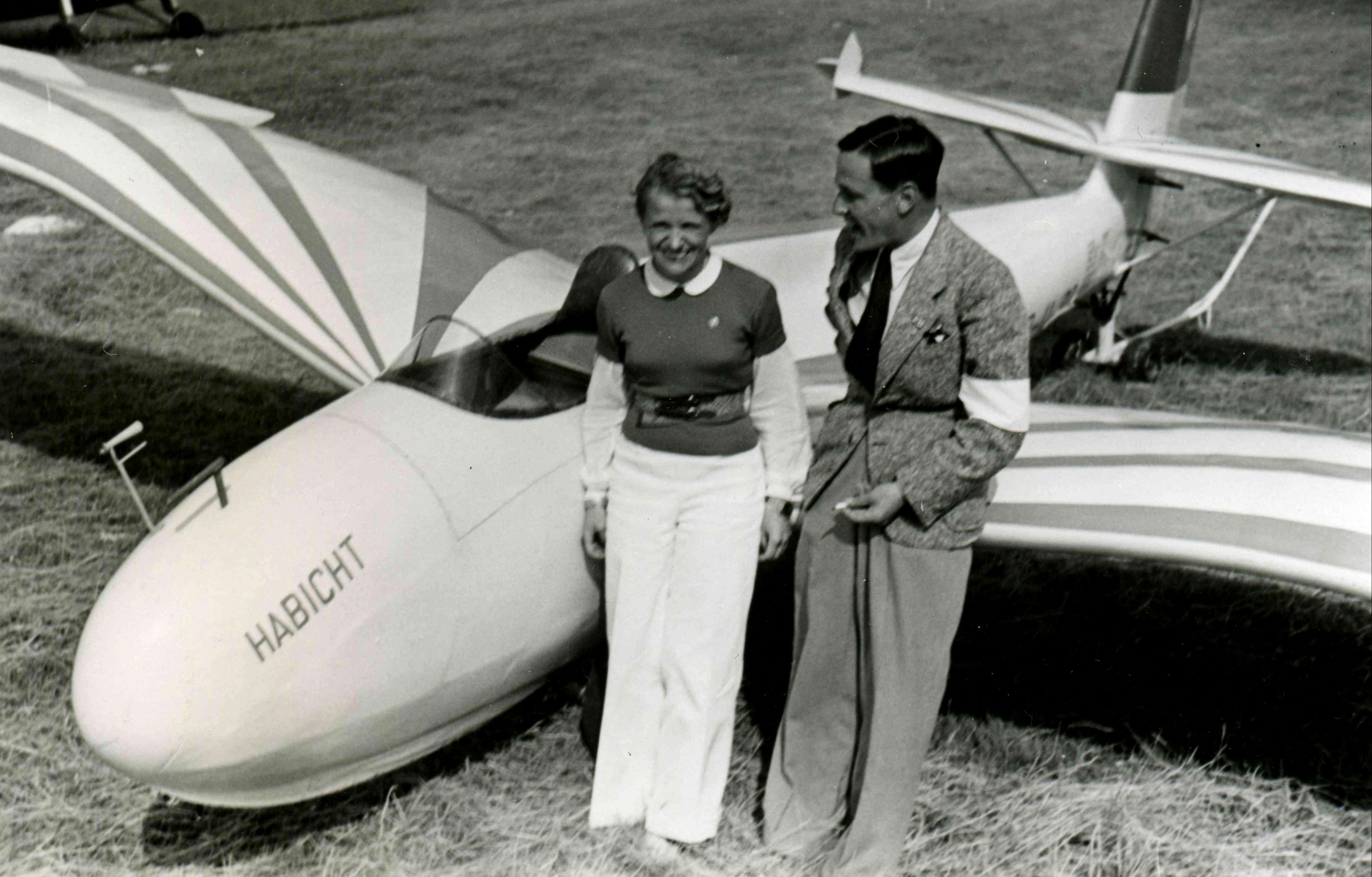
Le personnage historique, Hanna Reitsch, pose en 1938 à côté d'un planeur

En 1930, Max, Werner et Hanna jouent à faire planer des avions lancés à la main et rêvent de devenir aviateurs. Les amis soulèvent entre eux les problèmes que risque d'avoir Max, juif polonais, pour s'inscrire dans une école de vol à voile. En 1932, Max est victime d'un accident en jouant avec une micro fusée artisanale, il y perd ses quatrième et cinquième doigts de la main gauche. Au cours de l'été 1933, seuls les pilotes ayant pris une adhésion au national-socialisme reçoivent l'autorisation de voler. Werner et Hanna signent pour le parti sans conviction politique. Max est déçu par l'attitude de ses amis. L'instructeur de vol, Adolf Galland, loue alors la technique de vol de Werner. Ce dernier excelle également dans l'entrainement de la roue allemande (« rhönrad »), exercice de préparation pour les futurs pilotes. Seule Hanna, qui a alors intégré les jeunesses hitlériennes féminines (« jungmädelbund ») parvient à lui tenir tête dans cet exercice. La tension monte entre Max et ses amis autour de leur adhésion au parti nazi, jusqu'à ce que Werner, membre des jeunesses hitlériennes, défende son ami Max face à la menace de ses camarades nazis convaincus. À la suite de cette agression, Max est bien décidé à émigrer chez son oncle habitant à Philadelphie (États-Unis).

## Personnages
- Max
- Hanna
- Werner
- Colonel Donovan (dit « Wild Bill ») : dirigeant de l'Office of Strategic Services (OSS)
- Adolf Galland : enseigne le pilotage à Hanna et Werner, puis supérieur hiérarchique de Hanna dans la Luftwaffe

## Reconnaissance et récompenses
Le scénariste Yann reçoit en septembre 2013 le prix Saint-Michel du meilleur scénario pour le premier album de la série,.
Pour les dessins de ses avions, Alain Henriet reçoit la même année, le premier prix BD Pilotes de chasse Ardennes décerné en collaboration avec l'escadron de chasse 3/3 Ardennes,.
L’œuvre reçoit également le prix BD des collégiens de Poitou-Charentes lors du festival international de la bande dessinée d'Angoulême 2014.

## Analyse
Le récit présente de nombreux flashbacks entre l'enfance de Max, Werner et Hanna et leurs vies durant la guerre. Durant l'enfance des personnages principaux, les auteurs mettent l'accent sur la montée du nazisme en Europe, ainsi que la mainmise du parti politique sur la jeunesse, empêchant Max de s'inscrire à l'aéro-club.

## Publication
Premier tome de la série Dent d'ours, Max est prépublié dans Spirou à partir du 30 janvier 2013 (no 3903). L'album est publié le 3 mai de la même année aux éditions Dupuis.